# Skoki do wody na Letnich Igrzyskach Olimpijskich 2016 – wieża 10 m synchronicznie mężczyzn
Konkurs skoków synchronicznych do wody z wieży 10 m mężczyzn podczas Letnich Igrzysk Olimpijskich w 2016 w Rio de Janeiro odbył się 8 sierpnia w Centro Aquático Maria Lenk w dzielnicy Barra da Tijuca w Rio de Janeiro.
Obrońcami złotego medalu olimpijskiego z 2012 roku byli Chińczycy Cao Yuan i Zhang Yanquan.

## Terminarz
Czas BRT (UTC −03:00)
| Data                          | Czas  | Runda |
| ----------------------------- | ----- | ----- |
| Poniedziałek, 8 sierpnia 2016 | 16:00 | Finał |

## Format zawodów
Konkurs odbył się w jednym etapie finałowym, w którym każda para wykonywała 6 skoków ocenianych przez 11 sędziów – po 3 sędziów oceniających każdego zawodnika i 5 oceniających synchronizację. 2 skrajne noty z 3 przypadających na każdego zawodnika i 2 skrajne noty z 5 za synchronizację nie były brane pod uwagę. Trzy pozostałe noty były uśredniane, mnożone przez 0,6 i przez współczynnik trudności, dając wynik jednego skoku. Wyniki z 6 skoków były sumowane i dawały ostateczny wynik.

## Wyniki

### Finał
| Miejsce | Kraj                                              | Skoki | Skoki | Skoki | Skoki | Skoki  | Skoki | Łącznie |
| Miejsce | Kraj                                              | 1     | 2     | 3     | 4     | 5      | 6     | Łącznie |
| ------- | ------------------------------------------------- | ----- | ----- | ----- | ----- | ------ | ----- | ------- |
| 1st     | Chiny · Chen Aisen · Lin Yue                      | 57,00 | 57,00 | 92,82 | 85,32 | 106,56 | 98,28 | 496,98  |
| 2nd     | Stany Zjednoczone · David Boudia · Steele Johnson | 54,00 | 53,40 | 83,52 | 85,68 | 85,47  | 95,04 | 457,11  |
| 3rd     | Wielka Brytania · Tom Daley · Daniel Goodfellow   | 51,60 | 49,80 | 79,68 | 81,60 | 92,13  | 89,64 | 444,45  |
| 4       | Niemcy · Patrick Hausding · Sascha Klein          | 51,00 | 48,60 | 74,88 | 92,88 | 84,66  | 86,40 | 438,42  |
| 5       | Meksyk · Iván García · Germán Sánchez             | 51,60 | 49,20 | 79,92 | 82,14 | 77,22  | 83,22 | 423,30  |
| 6       | Ukraina · Maksim Dołgow · Ołeksandr Horszkowozow  | 50,40 | 49,80 | 77,76 | 84,48 | 68,82  | 90,72 | 421,98  |
| 7       | Rosja · Wiktor Minibajew · Nikita Szlejcher       | 51,00 | 48,60 | 78,54 | 67,71 | 87,48  | 84,24 | 417,57  |
| 8       | Brazylia · Jackson Rondinelli · Hugo Parisi       | 49,80 | 48,00 | 71,10 | 70,08 | 61,38  | 68,16 | 368,52  |